# 辻上佳輝
辻上 佳輝（つじがみ よしてる、1972年6月22日 - ）は、日本の法学者。専門は、民法債権法・債権者代位権。修士（法学）。香川県仲多度郡出身。

## 略歴
- 1992年 京都大学法学部入学。
- 1996年 京都大学法学部卒業。
- 1996年 京都大学大学院法学研究科修士課程入学。
- 1998年 京都大学大学院法学研究科修士課程修了。
- 1998年 京都大学大学院法学研究科博士課程入学。
- 2001年 京都大学大学院法学研究科博士課程単位取得退学。
- 2001年 京都大学大学院法学研究科助手（2002年まで）。
- 2002年 香川大学法学部専任講師（2004年まで）。
- 2004年 香川大学法学部准教授。

## 研究
民法の債権総論が専門。特に債権者代位権を研究。近時は、不動産登記法や筆界特定なども研究領域としていて、業界誌に司法書士・土地家屋調査士関連の論稿を執筆している。また、受験雑誌の不動産法律セミナーにも講義同様分かり易い民法解説が掲載され定評がある。
2023年6月、『筆界特定の事例研究 (土地家屋調査士実務研究シリーズ Vol. 1)』（東京法経学院出版）が出版された。